# 普什帕：崛起
《普什帕：崛起》（英語：Pushpa: The Rise，也記作）是一部2021年印度泰盧固語動作劇情片，由蘇庫瑪爾自編自導，阿魯·阿瓊擔任主角，與法哈德·法希爾（泰盧固電影首作）及拉什米卡·曼丹娜共同主演電影，賈加迪什·普拉塔普·班達里、蘇尼爾、達南傑和阿傑·高什擔任配角。本片由米斯里電影製作室和穆塔姆塞蒂傳媒（Muttamsetty Media）合製，《普什帕》系列電影的首部作品，講述了苦力普什帕·拉吉（Pushpa Raj）在紫檀走私集團中的崛起故事。
電影的配樂及歌曲皆由德維·斯里·普拉薩德作曲，而攝影和剪輯分別由米羅斯拉夫·布羅澤克以及卡蒂卡·斯里尼瓦斯與魯本負責。電影2019年12月開始製作，但因COVID-19疫情而於2020年3月停擺。拍攝於2020年11月恢復，2021年11月宣告殺青，取景地點包括海得拉巴的拉莫吉電影城以及安得拉邦的馬雷杜米利森林。
《普什帕：崛起》2021年12月17日在印度上映，演員表現、動作編排、攝影、導演、對白和配樂接受到影評界讚揚，但片長、劇本和剪輯則受批評。雖然口碑褒貶不一，但商業表現成功，全球票房約36億至37.3億盧比，成為2021年印度電影票房冠軍，並躋身史上票房最高的泰盧固電影之列。在第69屆印度國家電影獎上，《普什帕：崛起》包攬兩項大獎：最佳男主角（阿魯）和最佳音樂指導（普拉薩德）。本片在第67屆南印度電影觀眾獎頒獎典禮上入圍八項大獎，並除了當中的最佳泰盧固女主角（曼丹娜）外，最佳泰盧固電影、最佳泰盧固導演（蘇庫瑪）、最佳泰盧固男主角（阿魯）等其他七項大獎全數獲獎。續集為2024年發行的《普什帕：裁决》。

## 劇情
紫檀是只生長在安得拉邦蒂鲁帕蒂塞沙恰拉姆山的稀有木材，價值不斐。90年代末，苦力普什帕·拉吉與朋友基沙瓦決定加入雷迪三兄弟經營的紫檀走私集團。普什帕憑藉傑出的表現在組織中晉升，同時躲避葛文達帕副警司的盤查，但三兄弟最小的賈利討厭著普什帕。雷迪三兄弟的上頭曼加拉姆·斯里努委託他們，保管數噸檀香走私品，以免受到警察盤查，普什帕被指派執行此任務，以便一旦發生任何意外，雷迪兄弟能將責任推給普什帕。賈利故意妨礙普什帕，好讓他被警察抓住，但普什帕和基沙瓦最後成功躲避了葛文達帕的盤查。普什帕得以與雷迪三兄弟一起參加斯里努的派對，並發現斯里努正在欺騙底下工人，但三兄弟的大哥康達拒絕對抗強大的斯里努。
普什帕愛上了賣牛奶的斯里瓦利，兩人訂婚。在儀式上，普什帕同父異母的哥哥莫漢大吵大鬧，揭露普什帕是私生子。爭執期間，普什帕的母親受傷，這刺激他奮起反抗。普什帕繞過斯里努，打算將康達的木材賣給金奈的走私商穆魯干，從中獲得更高的利潤。賈利發現斯里瓦利的父親穆尼拉特南是葛文達帕的內姦，葛文達帕先前威脅了穆尼拉特南；賈利對斯里瓦利產生了慾望，並勒索她與自己上床以拯救其父。斯里瓦利將此事告訴普什帕，普什帕毆打了賈利，導致他癱瘓。賈利因自尊而未向康達說出真相，但康達之後發現是普什帕下的手。
康達試圖殺死普什帕，但他們遭到斯里努的小舅子莫吉萊蘇及手下襲擊，莫吉萊蘇殺死了康達。普什帕救出了康達的弟弟兼三兄弟的老二賈卡，重新修復了彼此的關係，並謀殺了莫吉雷蘇。國會議員奈杜安排普什帕和斯里努之間休戰，但在發現斯里努對底下合作者的低報價騙局後，他任命普什帕取代斯里努。隨著時間的推移，普什帕控制了整個集團。
葛文達帕自認輸給普什帕後辭職，班瓦爾·辛格·謝卡瓦特接手工作並擔任警司。普什帕向謝卡瓦特行賄，但自負的謝卡瓦特羞辱了普什帕。此事件之後，普什帕表面上對謝卡瓦特變得溫順順從，但在普什帕婚禮當天，與謝卡瓦特私下喝酒時羞辱了對方。普什帕強迫謝卡瓦特脫得只剩下內衣，並稱威望和權力皆來自於自己，而謝卡瓦特沒有制服就什麼都不是，沒有制服，連他的狗都認不出主人。普什帕前往會場與斯里瓦利結婚，而受辱的謝卡瓦特走回家，他的狗確實沒有認出主人；謝卡瓦特氣得射殺了狗，同時燒毀了普什帕的賄賂款，發誓報仇。普什帕與斯里瓦利喜結連理後，向妻子透露，自己的統治之路才剛開始。

## 演員
- 阿魯·阿瓊飾演莫萊蒂·普什帕·拉吉（Molleti Pushpa Raj）
- 法哈德·法希爾飾演班瓦爾·辛格·謝卡瓦特警司（SP Bhanwar Singh Shekawat IPS）
- 拉什米卡·曼丹娜飾演斯里瓦利（Srivalli）
- 賈加迪什·普拉塔普·班達里（英语：Jagadeesh Prathap Bandari）飾演基沙瓦／缺指（Kesava / Mondelu）
- 蘇尼爾（英语：Sunil (actor)）飾演曼加拉姆·斯里努（Mangalam Srinu）
- 達南傑（英语：Dhananjaya (actor)）飾演賈利·雷迪（Jaali Reddy）
- 阿傑·高什（英语：Ajay Ghosh）飾演康達·雷迪（Konda Reddy）
- 拉奧·拉梅什（英语：Rao Ramesh）飾演布米·雷迪·西達帕·奈杜議員（MP Bhumireddy Siddappa Naidu）
- 安娜蘇亞·巴拉德瓦吉（英语：Anasuya Bharadwaj）飾演「德拉查」德拉查亞（Drachayani "Dracha"）
- 阿傑（英语：Ajay (actor)）飾演莫萊蒂·莫漢·拉吉（Molleti Mohan Raj）
- 夏特魯（英语：Shatru (actor)）飾演葛文達帕副警司（DSP Govindappa）
- 尚穆克（Shanmukh）飾演賈卡·雷迪（Jakka Reddy）
- 斯里特傑（英语：Sritej）飾演莫萊蒂·達摩·拉吉（Molleti Dharma Raj）
- 帕瓦尼·卡拉南（Pavani Karanam）飾演普什帕的姪女
- 米姆·戈皮（英语：Mime Gopi）飾演金奈·穆魯干（Chennai Murugan）
- 布拉瑪吉（英语：Brahmaji）飾演庫帕拉傑副督察（Sub-Inspector Kupparaj）
- 卡帕拉塔（Kalpalatha）飾演莫萊蒂·帕瓦塔瑪（Molleti Parvatamma）
- 達亞南德·雷迪（Dayanand Reddy）飾演穆尼拉特南（Muniratnam）
- 拉傑·蒂蘭達蘇（Raj Tirandasu）飾演莫吉萊蘇（Mogileesu）

此外，薩曼莎特別演出歌曲〈哦你的意思是〉（Oo Antava Oo Oo Antava）中的舞者。

## 製作

### 發展
蘇庫瑪爾在《好戲上場》（2018年）獲得成功後，向之前曾在《一寸丹心》（2014年）合作過的馬赫希·巴布讀本。喜歡這則故事的巴布同意參與此項目，據報導，他在完成瓦姆希·帕迪帕利的《大聖》（2019年）後開始拍攝本片。2018年4月，與蘇庫瑪爾合作過《好戲上場》的米斯里電影製作室正式宣布了該項目，暫定名為，從而象徵著該公司與巴布及蘇庫瑪爾的第二次合作。本片預定2019年1月開始拍攝，但在同年3月，巴布以創意理念分歧為由退出，並在推特上證實此事。該演員與阿尼爾·拉維普迪簽約，將《蓋世俊傑》（2020年）作為自己的下一個項目，而蘇庫瑪爾則與阿魯·阿瓊接洽，以紀念兩人自《阿里亚2》（2009年）十年後的重聚。至於米斯里電影製作室也同意合資蘇庫瑪爾新片的製作。
蘇庫瑪爾向巴布講述了一則紫檀題材的故事。但當該項目被擱置後，他為阿魯·阿瓊想出了新故事，但仍以紫檀為題材。蘇庫瑪爾在接受《印度报业托拉斯》採訪時表示：「馬赫希·巴布的理念較貼近合理，我沒法讓他酷起來，雖然電影背景仍相同，但故事有所更動。」

### 前期製作
據蘇庫瑪爾對於故事情節的描述：「安得拉山上的紫檀劫盜案的背後錯綜複雜，敘事透過一名苦力出身的走私犯展開。」蘇庫瑪爾多年前在安得拉邦讀到這類事件，此後開始對紫檀走私投入研究，並考慮將此項目開發成網路劇。後來，他決定將其拍成劇情長片。電影背景地涉及拉亞拉西瑪和內洛爾縣，他親自前往納拉馬拉山就外景攝影。電影大部分內容都發生在鄉村背景；據報導，阿魯在片中操著契托爾口音，製片人聘請了寶萊塢的一支團隊來設計他的造型。故事以位於蒂魯馬拉丘陵地區的塞沙恰拉姆山為背景。曾於《納尼的幫派首領》（2019年）工作的波蘭攝影指導米羅斯拉夫·布羅澤克已簽約為本片掌鏡。卡蒂卡·斯里尼瓦斯負責電影的剪輯，而《好戲上場》的美術指導穆妮卡（Mounika）和羅摩克里希那（Ramakrishna）回歸於本片工作。雷蘇爾·普卡迪與維傑·庫馬爾（Vijay Kumar）共同負責電影的聲音設計。片名《普什帕》（Pushpa）於2020年4月8日阿魯生日時正式公布，同時發布了海報。

### 選角
阿魯在片中他留著鬍鬚，飾演同名角色普什帕·拉吉（Pushpa Raj），紫檀走私犯。官方在阿魯生日當天（2019年4月8日）宣布，拉什米卡·曼丹娜被選為女主角。拉什米卡在一次線上互動中證實，她將為本片學習一種新的方言，些微改編自契托爾方言。吉舒·森古普塔最初被邀請扮演反派，但因COVID-19疫情及時間限制而拒絕。維傑·西圖帕提於2019年10月開始與片方洽談扮演反派角色，他曾在導演製片公司蘇庫瑪爾出品（Sukumar Writings）的《愛湧情現浪潮時》（2021年）中演出；2020年1月確認參演本片。2020年7月，西圖帕提以檔期衝突為由退出。據報導，維克蘭、鮑比·辛哈、馬德哈萬和艾利亞都是反派的人選，直到馬拉雅拉姆演員法哈德·法希爾於2021年3月被片方選上，象徵著他首次參演泰盧固語電影。法希爾以光頭及大鬍子的造型亮相於片中。
據2020年4月的報導，卡納達演員達南傑將在片中飾演要角。2020年11月，蘇尼爾確認擔任配角，參與電影的第二拍攝檔期。據報導，蘇尼爾的角色在片中並非正派，也不屬於反派。有報導稱安娜蘇亞·巴拉德瓦吉扮演了重要角色，但她後來澄清，沒有人接洽自己出演本片。但巴拉德瓦吉仍在2021年4月加入劇組拍片。2021年7月，斯里特傑確認將飾演普什帕·拉吉的兄弟。電影共有三位反派，蘇尼爾和巴拉德瓦吉是本集的反派，而法哈德飾演的主要反派班瓦爾·辛格·謝卡瓦特（Bhanwar Singh Shekawat）只會出現在本片接近尾聲處，其劇情於續集中延續。蘇庫瑪爾在看過《马勒沙姆传》和《喬治·雷迪》（均2019年）後，看上了賈加迪什·普拉塔普·班達里來參演本片。賈加迪什在一次採訪中透露，自己為拍攝《普什帕：崛起》已推掉了15部小製作電影。薩曼莎於2021年11月下旬加入劇組，以非劇情演員的身份與阿魯等人一起拍攝了歌曲〈哦你的意思是〉（Oo Antava Oo Oo Antava）。她在談到這首歌的工作經歷時表示：「表露性感是一大難關。」

### 拍攝
2019年7月，劇組計劃在十胜节期間（2019年10月7日）開始拍攝。但電影發表會直到2019年10月30日才舉行，演員和工作人員在米斯里電影製作室的海得拉巴辦公處舉行了正式的供奉儀式。2019年12月，蘇庫瑪爾在喀拉拉邦的阿提拉皮利瀑布進行了試拍。阿魯在參加完《天翻地富》（2020年）的宣傳活動後，《普什帕：崛起》劇組計劃2020年3月在喀拉拉邦拍攝的首個檔期，阿魯也加入了行程，但受COVID-19疫情影響而暫停。

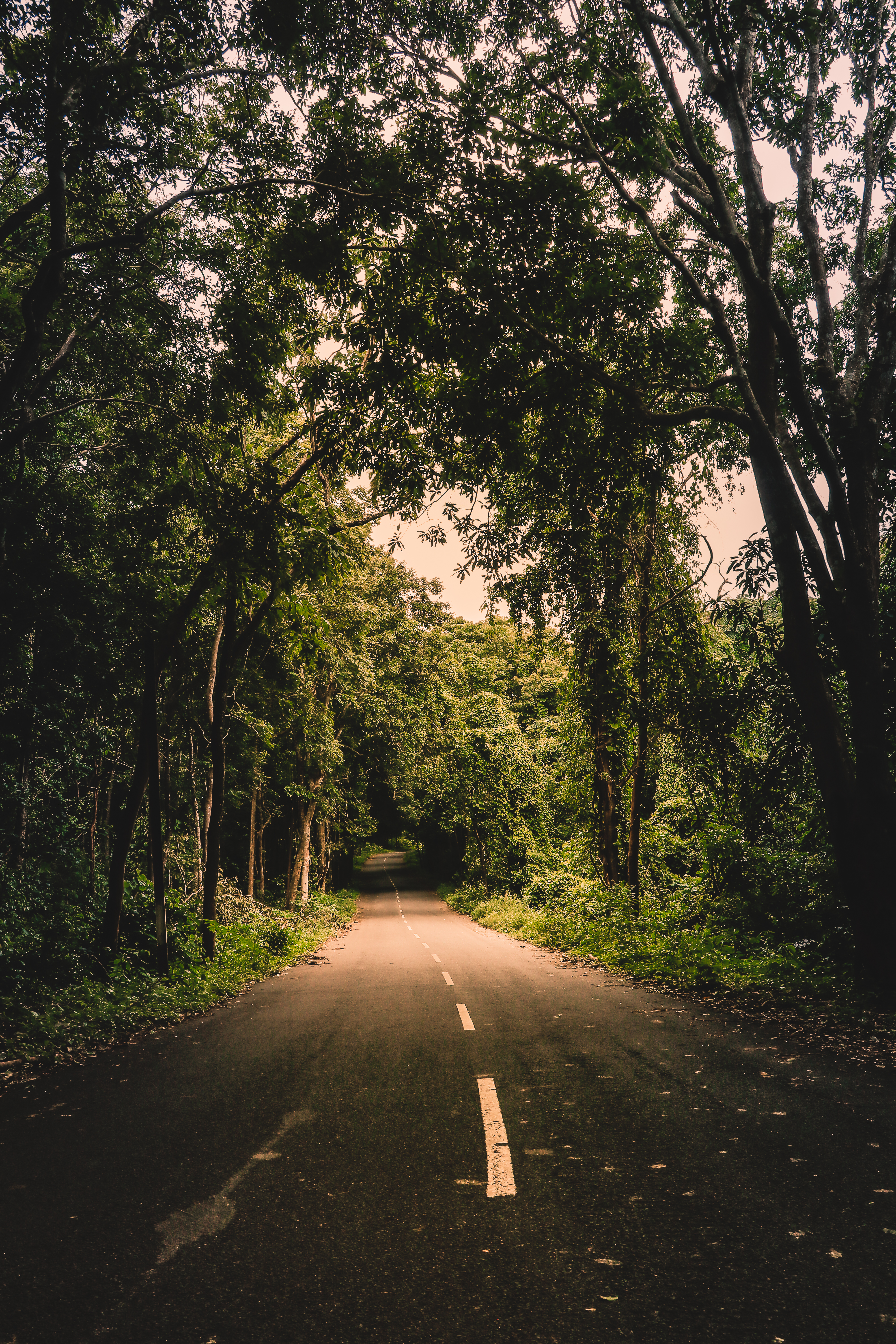
本片大多在安得拉邦的馬雷杜米利拍攝

劇組計劃聘請南印度的動作指導來處理一場6分鐘的動作戲，而非選擇外國技術人員，使本片完全屬於「印度製造」。據報導，這場動作戲耗資6千萬盧比，阿魯為此接受了密集培訓。
根據疫情旅行限制考量，片方後來計劃將取景地點從喀拉拉邦轉移到安得拉邦。2020年6月，片方計劃海得拉巴的拉莫吉電影城恢復拍攝，隨後又計劃在纳尔贡达拍攝。之後，政府允許以最少的人員進行電影拍攝；劇組2020年11月10日在安得拉邦的馬雷杜米利森林，並在14天內完成。劇組2020年12月移至拉贾赫穆恩德尔伊拍攝關鍵場面，但因參與的12名工作人員被診斷出患有COVID-19，導致工作推遲到2021年1月才開始。拍攝工作於2021年1月恢復，片方在在推特上表示，拉姆帕乔达瓦拉姆和馬雷杜米利的兩趟拍攝行程已於2021年2月完成。劇組還於2021年3月完成了喀拉拉邦的拍攝行程。
電影受到印度第二波COVID-19疫情後的限制，加上阿魯也在4月下旬被診斷出患有COVID-19，拍攝工作被擱置。劇組2021年7月6日恢復最後一站的拍攝，主要在塞康德拉巴德進行，但在蘇庫瑪爾被診斷出患有登革熱後，拍攝又於2021年7月24日宣布停止；蘇庫瑪爾康復後，劇組重新上工。2021年8月22日，法哈德自此加入拍攝行程。拉什米卡在拍完印地語電影《最後的道別》後，開始參與本片的拍攝。2021年9月，她在短暫休息後重新回到劇組。9月8日，阿魯前往馬雷杜米利拍攝最後的行程。經過一個月的製作，10月4日，劇組開始拍攝阿魯和法哈德之間的對峙戲。最後，2021年11月，一首由薩曼莎主演的特別歌曲在拉莫吉電影城專門搭建的場景拍攝，歌曲〈這是我的地盤〉（Ey Bidda Idi Na Adda）在貝拉姆古達的馬利卡俊斯瓦米寺（Mallikarjun Swami Temple）拍攝。此後，電影進入全面後製階段。
阿魯在金奈舉行的泰米爾語版本宣傳活動中向媒體發言時表示：「森林裡大約有400到500輛汽車，可以帶我們從A點到B點，沒有道路時得利用任何可用的東西來開路。拍攝本身就花了我們將近兩年的時間，所以我才這麼說：我們為《普什帕》付出的努力相當於拍了四部電影。」

### 後期製作
本片的配音工作於2021年4月開始。電影上映前十天，斯雷亞斯·塔帕德證實自己已為本片印地語版本的阿魯配音。吉斯·喬伊簽約擔任阿魯的馬拉雅拉姆語配音，他此前也曾數次參與阿魯電影的馬拉雅拉姆語版本；到了2021年12月初，他的配音工作已完成。K·P·塞卡為本片的泰米爾語版本提供了阿魯的配音。除了由拉傑什·卡塔爾負責的印地語，法哈德親自為所有語種的自己角色配音。

## 音樂
蘇庫瑪爾的長期合作者德維·斯里·普拉薩德編創了本片的配樂及歌曲曲目。原聲帶收錄了錢德拉博斯編寫的的五首歌曲：包括〈用山羊藏起來〉（Daakko Daakko Meka）、〈斯里瓦利〉（Srivalli）、〈哦你的意思是〉、〈分享你我〉（Saami Saami）和〈這是我的地盤〉。

## 發行

### 院線
《普什帕：崛起》2021年12月17日在印度上映。此前，該片宣布2021年8月13日上映，恰逢獨立日週末。2021年5月，片方宣布本片將分上下部發行，第一部按原定上映日期上映，第二部2023年上映。據官方發表聲明稱：「故事情節和角色都有自己的生命，發展到得分成兩部電影才行。」2021年8月，電影的首部片名公布為《普什帕：崛起—第1部》（Pushpa: The Rise – Part 1）。本片受到COVID-19疫情的擴大影響，上映日被推遲至2021年聖誕節；直到2021年10月，片方宣布上映日定為2021年12月17日。電影除了泰盧固語外，還同步推出了泰米爾語、卡納達語、馬拉雅拉姆語和印地語配音版。
電影上映後，製作方根據粉絲的要求刪除了具爭議的一場戲。這場戲中，普什帕在與斯里瓦利（Srivalli，拉什米卡飾演）交談時摸著對方的胸口；他們覺得這可能不適合攜家帶眷的觀眾。另據報導，電影為了減少放映時長還剪掉了部分片段。
2022年下半年，本片正式獲得俄語配音，製片公司2022年11月29日在YouTube上發表俄語預告片，並在俄羅斯影院上映。電影也在2022年莫斯科影展上放映。

### 發行商
2021年6月25日，據《Eenadu》報導，印地語配音權的售價為1.73 億盧比。達摩製片公司最初獲得了發行權，可能在北印度戲院放映並宣傳本片的印地語版本；成為該公司繼《巴霍巴利王》系列和《寶萊塢機器人之戀2.0》 （2018年）之後發行的第三部南印度電影。但根據之後的報導，本片的印地語版本不會在戲院同步上映，而是將直接在YouTube上發布。金礦影視公司（Goldmines Telefilms）原本定期發行阿魯以往電影的印地語版本，但《普什帕：崛起》片方與金礦影視公司之間存在法律糾紛，導致印地語版本的發行面臨麻煩，但印地語版海報於2021年11月發表，證明印地語版本仍選擇院線發行。同月，也有報導稱金礦影視公司將與另一家製片公司合作發行印地語版本。2021年11月20日，透過社群媒體證實，印地語發行由AA影業負責。《普什帕：崛起》的其他發行商包括：萊卡製片公司和斯里·拉克希米電影（Sri Lakshmi Movies，泰米爾納德邦）、斯瓦加特企業（Swagath Enterprises，卡納塔克邦），以及E4娛樂（E4 Entertainments，喀拉拉邦）。

### 家用媒體
星空傳媒取得了《普什帕：崛起》的衛星版權（印地語版本被收購），而Amazon Prime Video則獲得了數位版權。2022年1月7日，即院線上映的21天後，Amazon Prime Video正式上線本片，印地語版本則於2022年1月14日起上線。

## 備註
1. ↑  《論壇報》[4]、News 18[5]、《Outlook》[6]、《GQ印度》[7]、Mashable India[8]、NDTV[9]和《印度時報》[10]均報導本片預算為20億盧比。但《印度快報》[11]及Zoom[12]報導的數字為25億盧比。
2. ↑  News 18泰盧固報導的票房數字為36億盧比[13]。而《印度時報》提供的數字為36.5億盧比[14]。後來，Pinkvilla報導的數字則是37.3億盧比[15]。
3. ↑  米斯里電影製作室製作的首部電影就是馬赫希·巴布的《富有的人（英语：Srimanthudu）》（2015年）。
4. ↑  阿魯·阿瓊、蘇庫瑪爾和德維·斯里·普拉薩德先前共同合作了《阿里亚（英语：Arya (2004 film)）》（2004年）及《阿里亚2（英语：Arya 2）》（2009年）[111]。

## 外部連結
- 互联网电影数据库（IMDb）上《普什帕：崛起》的资料（英文）
- 爛番茄上《普什帕：崛起》的資料（英文）
- 《普什帕：崛起》的Bollywood Hungama頁面